# Samsung Galaxy Ace Plus
Samsung Galaxy Ace Plus (GT-S7500 [L / T / W]) là thế hệ sau của Samsung Galaxy Ace (S5830), được Samsung phát hành năm 2011. Điện thoại nặng 115 gram (4.1 oz), có kích thước màn hình hiển thị là 3,65 inch và giữ nguyên độ phân giải 320x480 tương tự   như Ace gốc. Nhiều công nghệ và tính năng mới được giới thiệu khi điện thoại xuất hiện.

## Tính năng & đánh giá
Đối với các tính năng của nó, Galaxy Ace Plus có bộ xử lý 1 GHz để thực hiện tất cả các ứng dụng và trò chơi trên điện thoại. Có một camera sau có chức năng tự động lấy nét (không có camera trước), A-GPS, microUSB2.0, Bluetooth, Wi-Fi, radio, bộ nhớ trong 3 GB và bộ nhớ ngoài microSD (lên tới 32 GB) [2] Bảng màu đen với các cạnh được làm mềm giúp chiếc điện thoại này có hình dáng hiện đại. Kích thước bàn tay nhỏ là điểm hấp dẫn nhất của chiếc điện thoại này. Tính năng này mang lại sự tiện lợi cho người dùng mang theo điện thoại của họ. Galaxy Ace Plus đã chạy hệ điều hành Android 2.3 Gingerbread, [4] có hoạt động di động mạnh mẽ và nhanh chóng. Nó có RAM 365mb đã bị cháy vì quá nhỏ.

### Dịch vụ nhắn tin tức thì
Hơn nữa, loạt Galaxy liên quan đến dịch vụ nhắn tin tức thời của Samsung, được gọi là ChatON. Người dùng nhắn tin cho nhau hoặc bắt đầu cuộc trò chuyện nhiều người, chia sẻ tệp đa phương tiện, v.v. bằng cách áp dụng số điện thoại của chính họ thay vì tạo tên người dùng và mật khẩu. Chức năng di động này thúc đẩy một ứng dụng tương tự như iMessage của iPhone và BlackBerry Messenger của BlackBerry.

## Thông tin & Cấu hình
- Công nghệ màn hình: TFT
- Độ phân giải: HVGA (320 x 480 Pixels)
- Màn hình rộng: 3.65"
- Mặt kính cảm ứng
- Độ phân giải camera sau: 5 MP
- Độ phân giải camera trước:  -----
- Quay phim: Quay phim VGA
- Đèn Flash: Có
- Chụp ảnh nâng cao
- Videocall: Không
- Thông tin khác
- Hệ điều hành: Android 2.3 (Gingerbread)
- Chipset: (hãng SX CPU) Qualcomm MSM7227A
- Tốc độ CPU: 1.7 GHz
- Chip đồ họa: (GPU) Adreno 200